# Alois Eberl

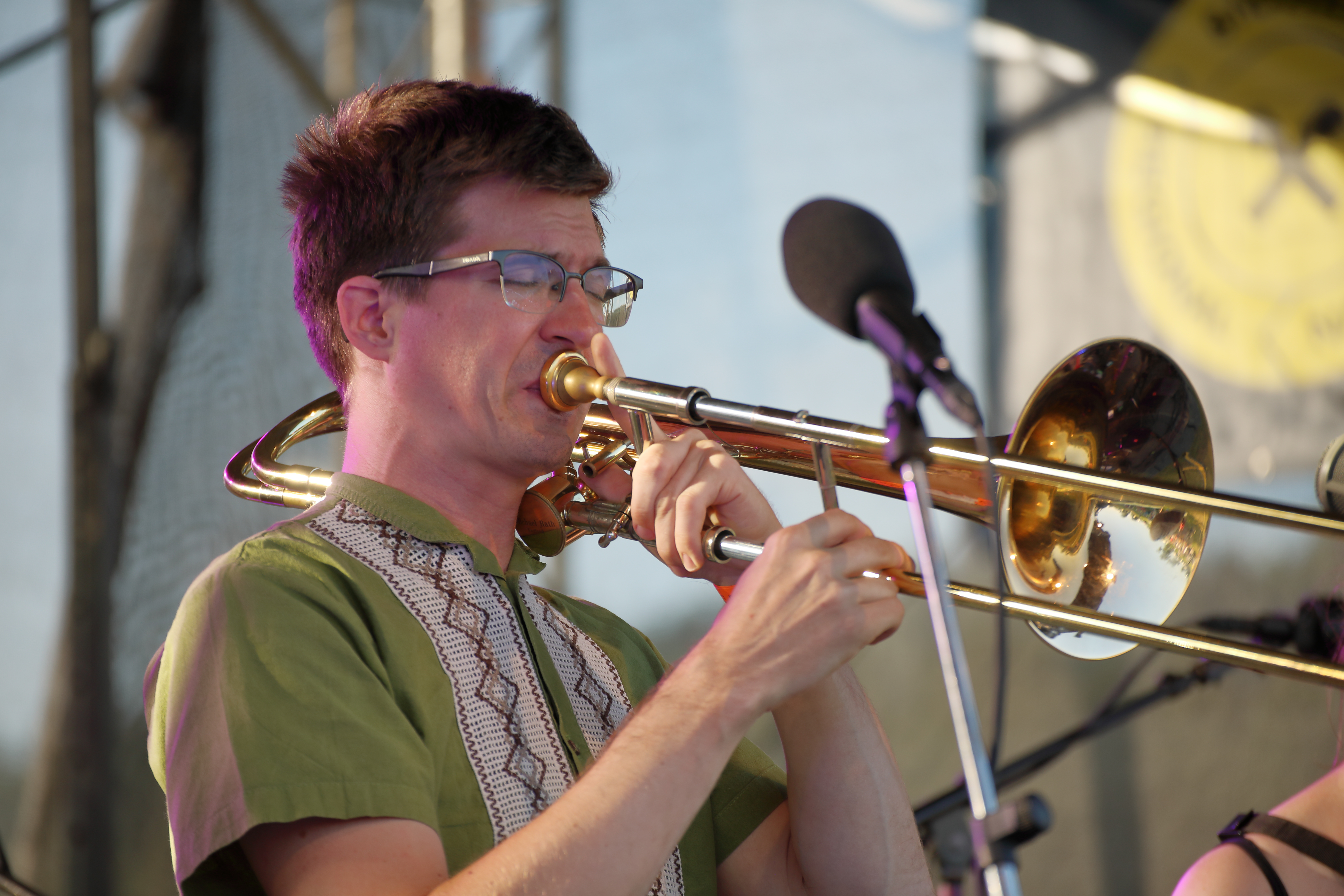
Alois Eberl (2020)

Alois Eberl (* 1986 in Kitzbühel) ist ein österreichischer Posaunist, Akkordeonist und Komponist, der hauptsächlich im Jazz, aber auch in der Klassischen Musik tätig ist.

## Leben und Wirken
Eberl erhielt mit sechs Jahren ersten Instrumentalunterricht am Akkordeon. Als zwölfjähriger erlernte er zusätzlich die Posaune. Von 2000 bis 2005 besuchte er das Musikgymnasium in Innsbruck, wo er zudem Instrumentalunterricht auf dem Akkordeon und der Posaune am Tiroler Landeskonservatorium bekam. In der Big Band des Musikgymnasiums entdeckte er seine Leidenschaft für Jazz und improvisierte Musik. Nach dem Matura-Abschluss zog er nach Linz, um dort die Jazzabteilung der Anton Bruckner Privatuniversität zu besuchen. Von 2005 bis 2008 studierte er dort Jazz-Posaune und belegte auch das Schwerpunktfach Klassisches Akkordeon. In dieser Zeit gründete er zusammen mit Lukas Kletzander, Peter Traunmüller und Lukas Kranzelbinder die Jazzformation Peter,Lois&Lukes, mit der ein Tonträger veröffentlicht wurde. Nach dem Studienabschluss in Linz wechselte Eberl auf die Universität Mozarteum in Salzburg, um dort einen zweiten Bachelorabschluss sowie einen Masterabschluss im Fach Klassische Posaune zu absolvieren.
Zusammen mit seiner Lebensgefährtin, der Cellistin, Pianistin und Komponistin Anna Lang gründete er das Kammermusik Jazz Quartett Piano Forte Brass, das WoodAirQuartet, sowie die Duoformation Sinfonia de Carnaval, mit der er für das vom Bundesministerium für Europa, Integration und Äußeres eingerichtete NASOM Programm (New Austrian Sound of Music) und der Spitzenförderung des österreichischen Bundeskanzleramtes, dem internationalen Sprungbrett Focus Act 2019, ausgewählt wurde. 2021 gründete er zusammen mit Florian Klinger, Jakob Kammerer und Philipp Kienberger das Quartett Alpha Trianguli, mit dem er seine Inspirationen aus dem Kosmos musikalisch verarbeitete.
Eberl war Mitglied der Formation Nouvelle Cuisine, mit der er zwei Alben einspielte. Zu weiteren Künstlern mit denen Eberl zusammenarbeitete, zählen unter anderen Christoph Cech, Thomas Gansch, Martin Grubinger, Paul Gulda, Manu Delago, Ray Anderson, James Morrison, Mark Turner, Wycliffe Gordon, Bob Mintzer, Daniel Hope, Michel Camilo, Dave Liebman, Dave Taylor, Gary Smulyan und Heinrich von Kalnein.

## Preise und Auszeichnungen
- 1997: Prima la musica, Landeswettbewerb: 1. Preis mit Akkordeon
- 2002: Prima la musica, Landeswettbewerb: 1. Preis mit Akkordeon und Posaune
- 2002: Prima la musica, Bundeswettbewerb: 1. Preis mit Akkordeon und Posaune
- 2011: Startbahn Jazz Straubing: 2. Preis mit dem Jazzquartett Peter,Lois&Lukes
- 2016: Gewinner der Jazz Nachwuchspreises Burghausen mit dem Ensemble Kammerer Orköster
- 2019: FOCUS ACT 2019 mit Sinfonia de Carnaval
- 2022: Jazzpreis der Stadt Innsbruck

## Diskographische Hinweise
- Sinfonia de Carnaval: Figuras de bailé (Alessa Records, 2015)
- Lorenz Raab, Liwanzen: 60 Minutes (Freifeld Tonträger, 2015)
- Dave Liebman, Saudades Jazz Orchestra: Sketches of Aranjuez (PAO Records, 2015)
- Markus Geiselhart Orchestra: My Instrument Is the Orchestra (Jive Music, 2016)
- Kammerer OrKöster: Senf (Double Moon Records, 2017)
- Christoph Cech JazzOrchestraProject: Blue (Marmota Records, 2018)
- Echoboomer: Aliens on Board (Jazzwerkstatt Wien, 2019)
- Gina Schwarz: Pannonica (Cracked Anegg Records, 2020)
- Sinfonia de Carnaval: Sweeping Dragons (Preiser Records, 2021)[4]
- Christian Muthspiel, Orjazztra Vienna Homecoming Live (Universal Music, 2022)
- Daniel Holzleitner Comprovisition: Romantic Symmetry (Jazzwerkstatt Wien, 2022)
- Alpha Trianguli: Entering Zero Gravity (Unit Records, 2023)